# Tara Air
Helping Build the Rural Nepal

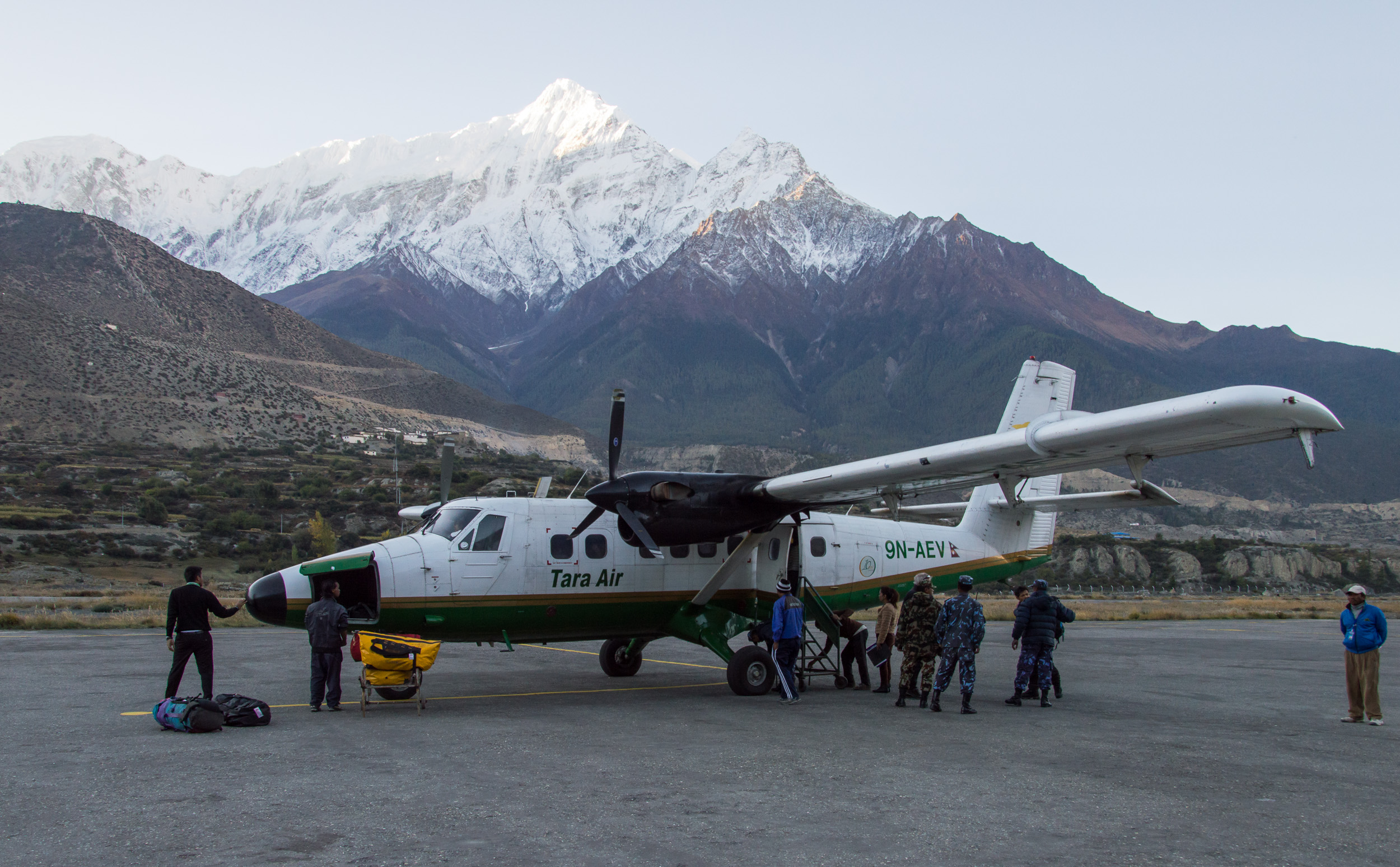
DHC-6 Twin Otter de Tara Air à l'aéroport de Jomsom

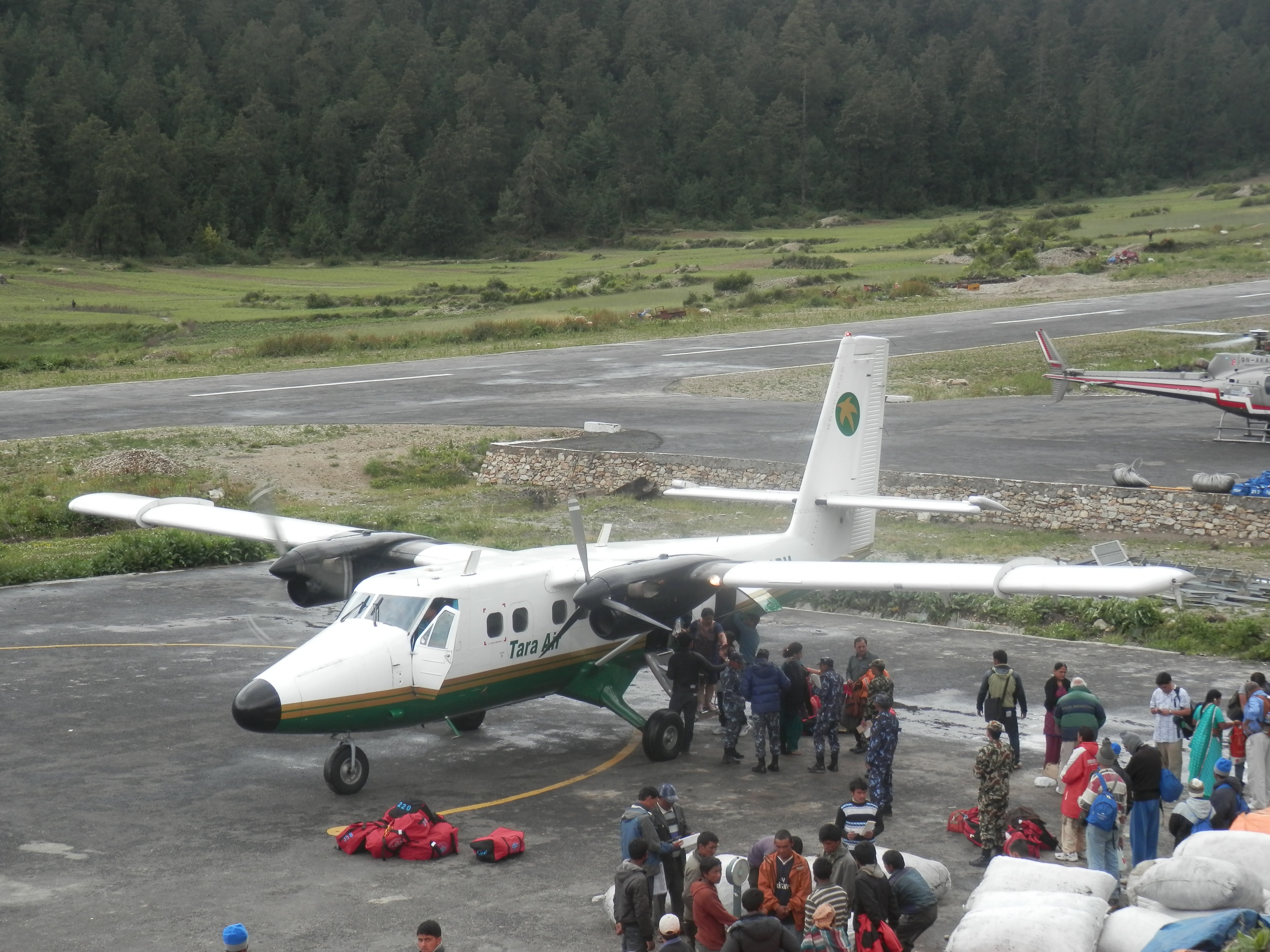
DHC-6 Twin Otter de Tara Air à l'aéroport de Simikot

Tara Air Pvt.Ltd est une compagnie aérienne dont le siège se trouve à Katmandou au Népal. C'est une filiale de Yeti Airlines. La compagnie est basée à l'aéroport international Tribhuvan, avec des hubs secondaires aux aéroports de Surkhet et Nepalgunj. La flotte est composée d'avions à décollage et atterrissage court qui effectuent des liaisons régulières et des vols charters.
La compagnie figure sur la liste des transporteurs aériens interdits dans l'Union européenne.

## Histoire
Tara Air a été fondée en 2009, lorsque Yeti Airlines a séparé ses vols régionaux et ses vols plus locaux, ces derniers revenant à Tara Air. La flotte d'ADAC a été repeinte aux couleurs de Tara Air, dont la mission était de relier les aéroports et pistes d’atterrissage montagnards et escarpés.

## Destinations
Tara Air offre des vols journaliers entre Katmandou et Lukla ainsi qu'entre Jomsom et Pokhara.
| Destination | Code (IATA) | Aéroport                         | Notes                    |
| ----------- | ----------- | -------------------------------- | ------------------------ |
| Kathmandu   | KTM         | Aéroport international Tribhuvan | Hub                      |
| Pokhara     | PKR         | Aéroport de Pokhara              |                          |
| Phaplu      | PPL         | Aéroport de Phaplu               |                          |
| Bhojpur     | BHP         | Aéroport de Bhojpur              | Vols charters uniquement |
| Lukla       | LUA         | Aéroport Tenzing-Hillary         |                          |
| Rumjatar    | RUM         | Aéroport de Rumjatar             |                          |
| Lamidanda   | LDM         | Aéroport de Lamidanda            |                          |
| Nepalgunj   | KEP         | Aéroport de Nepalgunj            |                          |
| Dolpa       | DOP         | Aéroport de Dolpa                |                          |
| Rara        | TAL         | Aéroport de Talcha               |                          |
| Ramechhap   | RHP         | Aéroport de Ramechhap            | Vols charters uniquement |
| Simikot     | IMK         | Aéroport de Simikot              |                          |
| Jumla       | JUM         | Aéroport de Jumla                |                          |
| Bajura      | BJU         | Aéroport de Bajura               |                          |
| Jomsom      | JMO         | Aéroport de Jomsom               |                          |

## Flotte

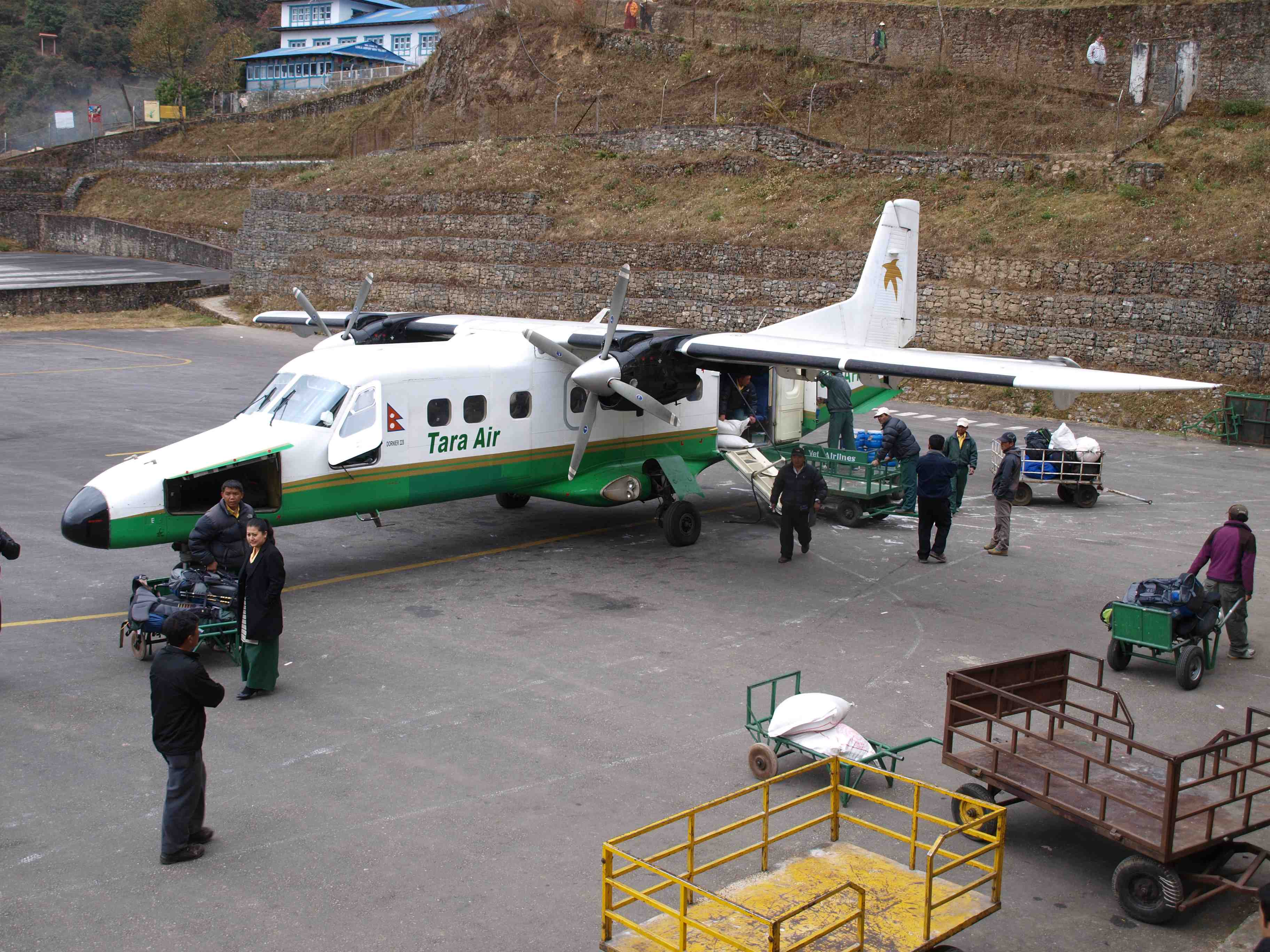
Dornier 228 de Tara Air à l'aéroport Tenzing-Hillary

Les avions de Tara Air appartenaient précédemment à Yeti Airlines.

## Accidents et incidents
- Le 26 mai 2010, un avion DHC-6 Twin Otter a décollé de l'aéroport de Birendranagar en direction de l'aéroport de Talcha avec 18 passagers et 3 membres d'équipage. À 10 heures du matin l'avion a dû atterrir d'urgence à Birendranagar après que la porte de la cabine se soit ouverte 5 minutes après le décollage.
- Le 15 décembre 2010, un DHC-6 Twin Otter de la compagnie s'est écrasé peu après son décollage de l'aéroport de Lamidanda. L'avion faisait route vers Katmandou. Deux hélicoptères ont été dépêchés pour chercher l'avion, qui a été découvert dans un terrain très montagneux. Les 19 passagers (18 bhoutanais et 1 américain) et 3 membres d'équipage sont morts.
- Le 23 juin 2011, un Dornier 228 a été endommagé lors d'un atterrissage et d'une sortie de piste à l'aéroport de Simikot.
- Le 24 février 2016 le vol 193 Tara Air s'est écrasé au Népal, tuant 23 personnes à bord.
- Le 29 mai 2022 Un DHC-6 Twin Otter immatriculé 9N-AET opéré par Tara Air s'écrase à une altitude de 4 400 m au pied du mont Manapathi dans le district de Mustang lors d'un vol reliant Pokhara à Jomsom, causant la mort de 19 passagers et 3 membres d'équipage.